# 鄭地 (潜水艦)
鄭地（チョン・ジ、日本語読み：てい ち、朝鮮語：정지、ラテン文字：Jeong Ji, SS-073）は、大韓民国海軍の潜水艦。孫元一級潜水艦の2番艦。艦名は高麗末期の武将鄭地に由来する。

## 艦歴
「鄭地」は、現代重工業蔚山造船所で2004年に起工し　2004年に起工、2007年6月13日に進水、2008年12月2日 に就役し鎮海に所在する第9戦団に配備される。
しかし、2010年春頃に運航が停止されていたことが朝鮮日報等の報道により明らかになっている。ボルトが折れたり緩んだりする事故が2年間に6回発生したためとされるが、韓国ではこの問題を解決することができず、孫元一級潜水艦のライセンス元である214型潜水艦を設計したホヴァルツヴェルケ＝ドイツ造船（HDW）の技術者が調査し、補強を行った結果、ようやく問題が解決した。
2014年10月、韓国SBSは、本来なら孫元一級は数週間海中で作戦行動を行なえる性能を有しているはずにもかかわらず、実際には燃料電池の不具合から連続潜航が可能な期間は数日に過ぎなかったと報じた。孫元一級3隻の燃料電池は、海軍が購入する前からすでに不具合が判明していたにもかかわらず海軍はこれを3隻購入し、その後も燃料電池は102回も停止したという。防衛事業庁は進水してから6年が経過した2013年、燃料電池の冷却システムに問題を見つけ、2014年上半期に修理を終えたと明らかにし、同年10月から燃料電池が深海で10日以上動作するか再検証する予定だという。